# Rotonde de Delémont

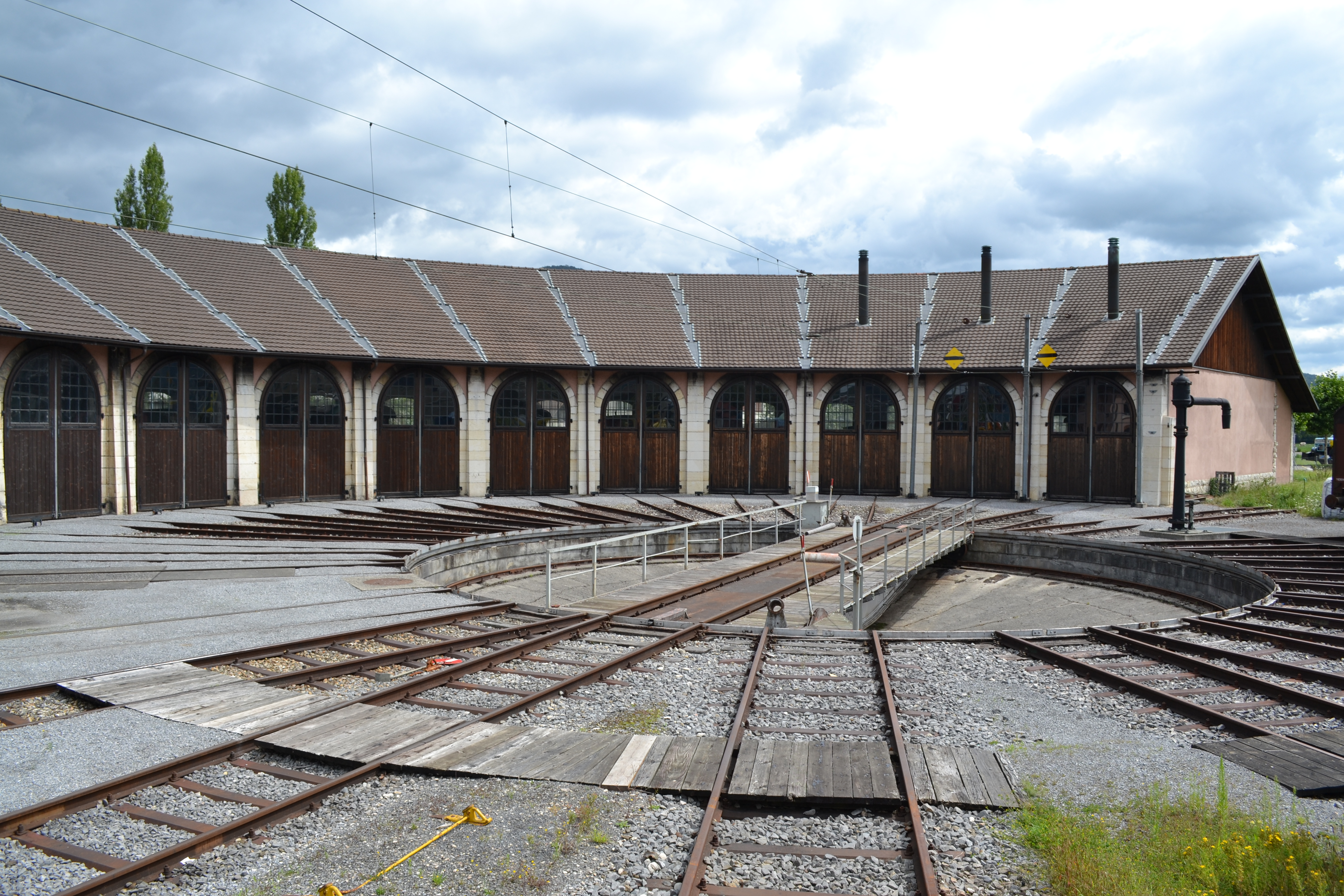
Die «Rotonde de Delémont»

Die Rotonde de Delémont oder einfacher La Rotonde ist ein historischer Lokomotivschuppen der Schweizerischen Bundesbahnen (SBB) und ein Eisenbahnmuseum beim Bahnhof Delsberg im Schweizer Kanton Jura.
Die Anlage zählt (wie die Lokremise St. Gallen) zu den Kulturgütern von nationaler Bedeutung in der Schweiz.

## Geschichte
Die Jura-Simplon-Bahn (JS) liess den Lokomotivschuppen von 1889 bis 1890 nach Plänen der Ingenieurfirma Probst, Chappuis & Wolf in Nidau und des Architekten Otto Frey (1858–1925) von Delsberg als Depot für Dampflokomotiven bauen. Der Bahnhof von Delsberg bildete nach dem Bau der Bahnlinie Belfort–Pruntrut–Delsberg einen Knotenpunkt im Streckennetz. Die Remise steht auf der Ostseite in der Verlängerung der Bahnhofgleise zwischen den abbiegenden Strecken der Jurabahn nach Biel und nach Basel.
Ein Abschnitt der Strasse zwischen Delsberg und Courrendlin (jetzt Hauptstrasse 6) musste wegen des geplanten Lokomotivschuppens verlegt werden; die Route de Moutier führt heute mit einer Überführung über die Gleise der Strecke nach Basel, am Unterwerk des Bahnstromnetzes vorbei und auf der Rückseite um das Gebäude der Lokremise herum; daneben steht das Fabrikgelände des Eisenwerks Von Roll–Rondez an der Birs. Die Hauptstrasse 6 führt neu zusammen mit der Hauptstrasse 18 von der Rotonde an auf der Südseite um den Bahnhof Delsberg herum.
Als die Jura-Simplon-Bahn im Jahr 1903 verstaatlicht und in die SBB integriert wurde, diente das Lokomotivdepot weiterhin zur Bereitstellung von Dampflokomotiven, bis dieser Fahrzeugtyp nach der Elektrifizierung des SBB-Netzes ausser Dienst gestellt wurde. Seither benützten die SBB das Gebäude als Reparaturwerkstätte.
Im Jahr 1991 genehmigte die SBB die teilweise Nutzung des Bauwerkes durch die Historische Eisenbahn Gesellschaft (HEG). 1997 liessen die SBB das historische Bauwerk restaurieren. Seither steht der grösste Teil der Fahrzeughalle der Stiftung SBB Historic und der HEG zur Verfügung, um historisches Bahnmaterial aufzubewahren. Einen Teil der Anlage belegt weiterhin eine SBB-Werkstätte.
Im Depot Delémont sind unter anderem die noch fahrtüchtigen Dampflokomotiven  E 2/2 3 BB «Zephir» (Baujahr 1874), E 3/3 8485 und C 5/6 2978 «Elefant» von SBB Historic stationiert. Von Delsberg aus organisiert SBB Historic Fahrten mit historischen Zügen.

## Anlage und Architektur
Der Ringlokschuppen bildet eine im Halbkreis um die zentrale Drehscheibe angeordnete Fahrzeughalle mit 13 Ständen. Die mittlere Gleisachse ist in Richtung Südsüdwest ausgerichtet. Drei Gleise sind mit Oberleitungen für Fahrstrom ausgerüstet.
Die Aussenwände und die Portale sowie der kleine Bürotrakt im Westen bestehen aus verputztem Mauerwerk. Die Konstruktion des halbrunden Satteldachs ist als genietetes Stahltragwerk ausgeführt. Die Holzportale sind in der unteren Hälfte geschlossen und oben verglast.
Vom Bahnhof aus führen vier Gleise zur 800 m entfernten Hauptdrehscheibe bei der Rotonde. Rund um die Drehscheibe liegt ein Fächergleis, dessen eine Hälfte auf die Stände im Rundschuppen ausgerichtet ist, während die elf zusätzlichen kurzen Gleisstücke zum Abstellen von Fahrzeugen im Freien dienen. An einem Abstellgleis befindet sich in rund 40 Meter Entfernung noch eine zweite Drehscheibe, die früher vom Bahnhof her über eigene Gleise zugänglich war und jetzt nur noch von der zentralen Drehscheibe aus zu erreichen ist.

## Bilder

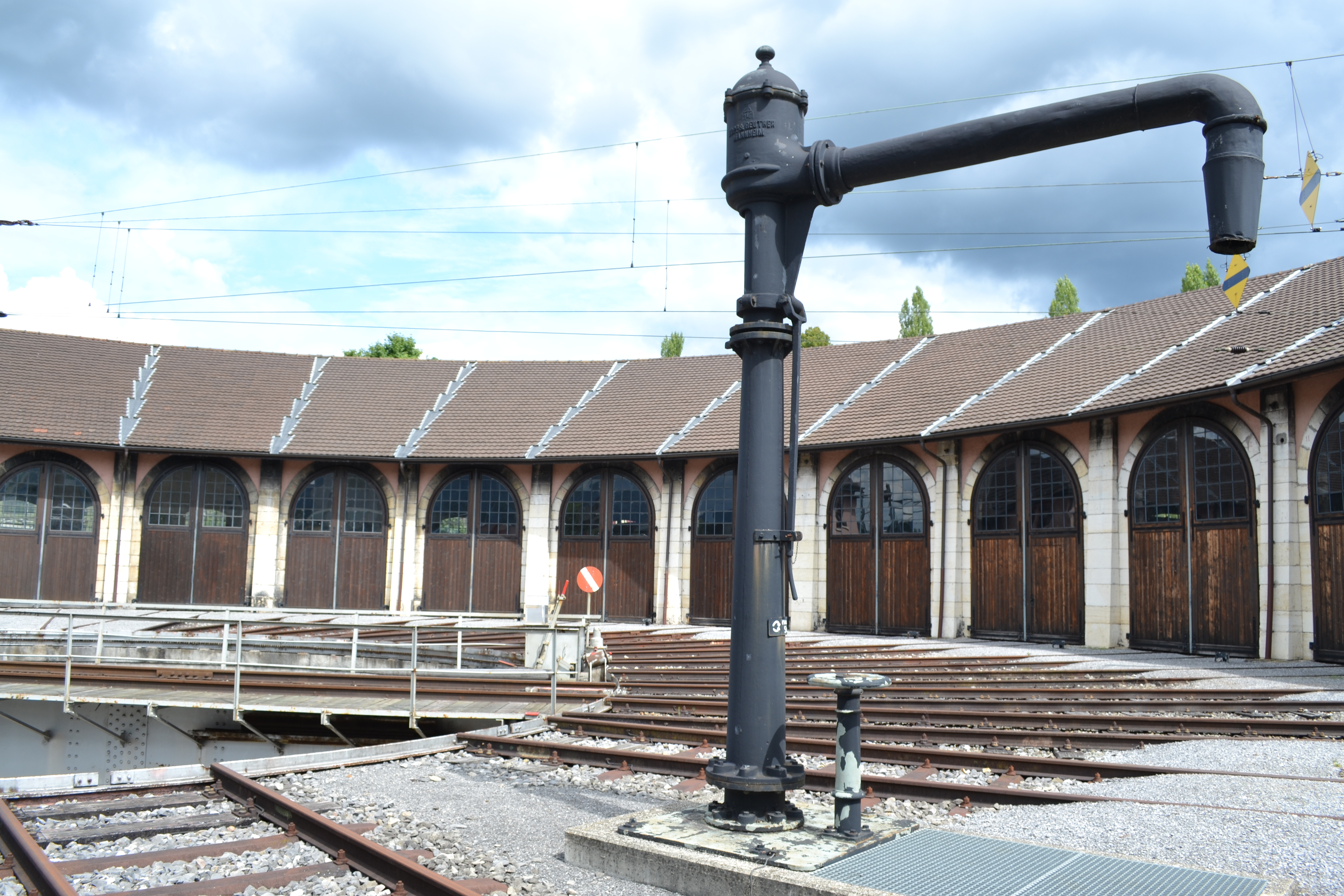
Wasserkran neben der Hauptdrehscheibe
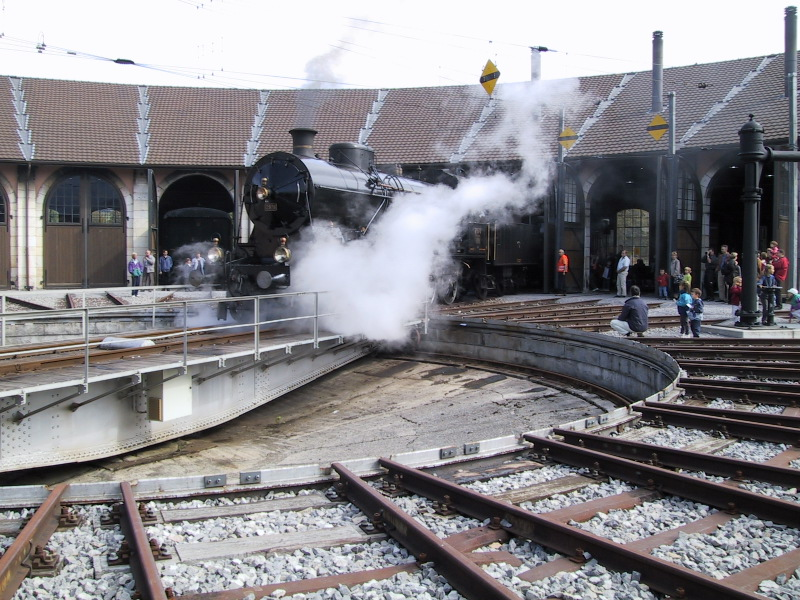
Die Dampflokomotive C 5/6 2978 «Elefant» fährt aus dem Depot auf die Drehbühne
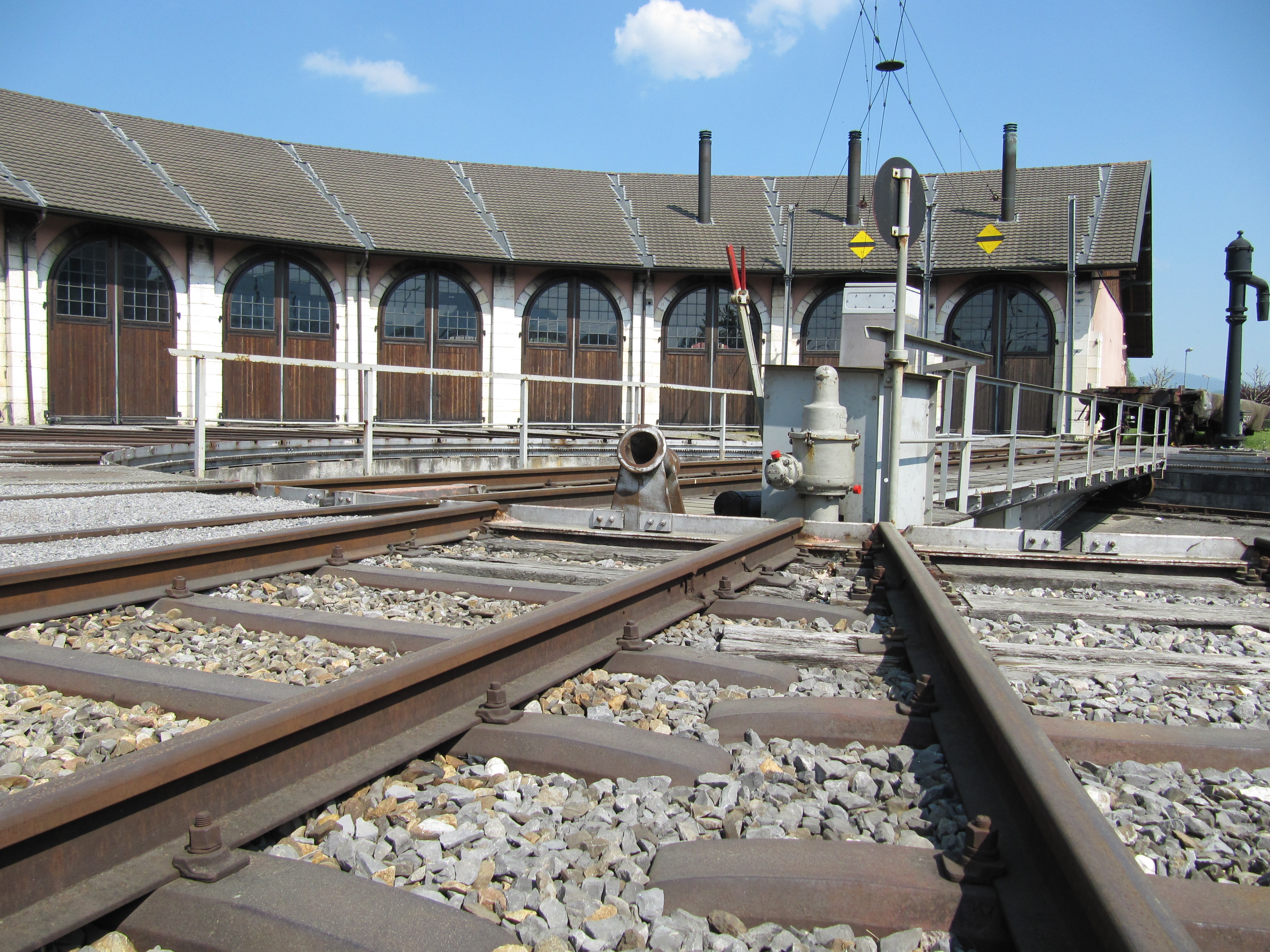
Drehbühne von Südwesten